# Armando Romero
Armando Romero (Cali, 1944), es un poeta del nadaísmo, narrador, ensayista, traductor y profesor universitario de Universidad de Cincinnati.

## Biografía
Ha viajado por diferentes países de Europa y América y reside en Estados Unidos. De su obra, la crítica subraya no sólo la calidad formal y temática sino además, el sustrato fantástico y el tratamiento imaginativo de un lenguaje siempre a la vanguardia.[cita requerida]
Es autor, entre otras obras, del microcuento "Azúcar en los labios":
"Desde la mujer del tendero hasta Conchita la pelirroja, y desde Jesús el zapatero hasta Roberto que dirigía la escuela, todos, sin excepción, amanecieron con un terrón de azúcar en la punta de los labios. Sin embargo, los únicos en enterarse de lo sucedido fueron los que se besaron por la mañana". 

## Premios
- Premio a mejor novela (La rueda de Chicago), Latino Book Festival, New York, 2005
- Título Charles Phelps Taft Professor, Universidad de Cincinnati, 2007
- Doctor honoris causa, Universidad de Atenas, Grecia, 2008
- Premio Novela "Concejo de Siero"  (España) por Cajambre